# سلمون مدخن

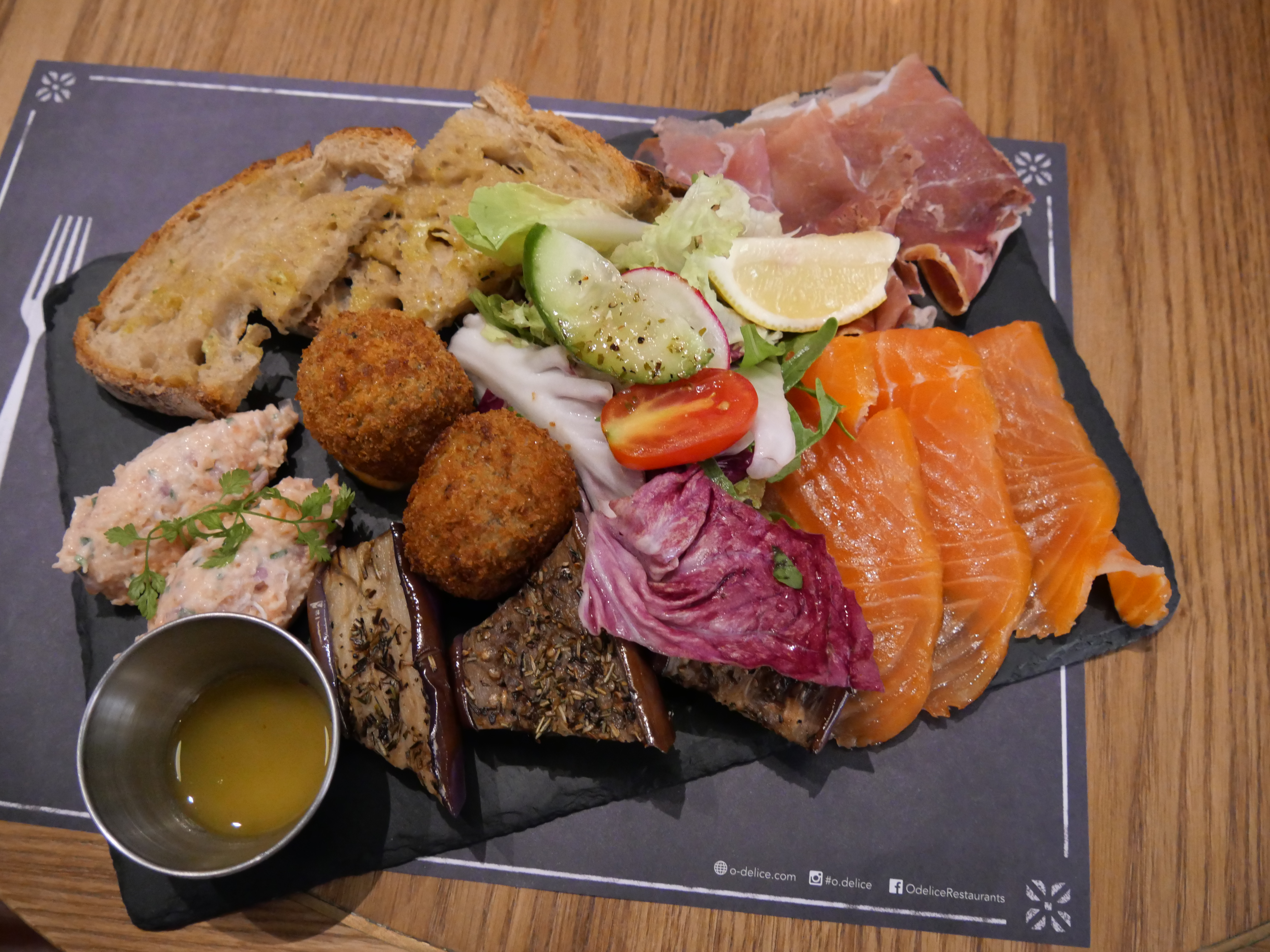
طبق من السلمون المدخن مع كرات اللحم

السلمون المدخن هو طبق سمك يتم بتجهيز سمك السلمون وعادة يتم تدخين شرائح السمك بإحدى طرق التدخين إما بالطريقة الساخنة أو بالطريقة الباردة. كما يطلق على سمك السملون المدخن مصطلح لوكس أي العفن الفطري ويوجد منه منتجات مختلفة.

## التقديم
يقدم طبق السلمون المدخن كمكون شعبي من المقبلات على طاولة الطعام وعادة ما يقدم بجانبه كريمة الجبن وعصير الليمون. يكون السلمون المدخن في شمال أمريكا شرائح رقيقة جدًا ويقدم بجانبه كريمة الجبن أو شرائح البصل الأحمر مع عصير الليمون.
ويكون سمك السلمون المدخن في مطبخ شمال غرب المحيط الهادئ من الولايات المتحدة وكندا شرائح أو قطع صغيرة بما في ذلك الجوز أو أصناف الدر المدخن وسمك السلمون المسكر (المدخن والعسل، أو السكر-المزجج، كما يعرف أيضا باسم «الحلوى الهندية»). أما في أوروبا يوجد سمك السلمون المدخن على شكل شرائح رقيقة أو سميكة أو قد تُباع مفرومة لاستخدامها في الطهي. كما يستخدم في هريسة اللحم كثيرًا وفي حشوالمعجنات والصلصات والمعكرونة. يخلط البيض المخفوق مع السلمون المدخن في طبق شعبي آخر. تمتاز سلطة السلمون المدخن بقوة النكهة بمكوناتها الخس والبيض المسلوق والطماطم والزيتون ونبات القبّار والكراث واللبن المنكه بالبهار. تعتبر شرائح السلمون المدخن مقبلات شعبية في أوروبا كما تقدم مع بعض أنواع الخبز عادة. كما يؤكل السلمون المدخن مع الخبز الأسمر مع رشة قطرات من الليمون في المملكة المتحدة على الرغم من استخدام الليمون عادة لإخفاء سوء جودة سمك السلمون الزيتية. وفي ألمانيا يؤكل مع الخبز المحمص أو الخبز الأسود. في المطبخ اليهودي يسمى سمك السلمون المدخن أو المملح بلوكس وعادة ما يؤكل مع الخبز والجبن. كما يُضاف سمك السلمون المدخن أحياناً إلى سوشي لكن ليس على نطاق واسع في اليابان؛ فمن المحتمل أن تجده أكثر في مطاعم سوشي أمريكا الشمالية. كما تتكون لفة الفيليه من سمك السلمون المدخن وكريمة الجبن والأرز.

## التاريخ
يتم استخدام طريقة التدخين للمحافظة على سمك السلمون ضد تلف الكائنات الحية الدقيقة. يُقتل ويُعوق نشاط البكتيريا خلال عملية تدخين سمك السلمون المطبوخ والمجفف. بكتيريا البوتولينوم كلوستريديوم من الأمثلة المهمة على ذلك والتي عادة ما تكون موجودة في المأكولات البحرية والتي تُقتل من خلال المعالجة الحرارية العالية التي تحدث أثناء عملية التدخين. وقد شاع سمك السلمون المدخن التقليدي من قبل الهنود الحمر لفترة طويلة من الزمن. فأدوا طقوس التدخين بعناية فائقة حيث إنهم كانوا يعتقدون أن «الأرواح كبيرة» من شأنها أن تدفع السلمون بعيداً إذا تم التعامل معها بشكل غير صحيح. كما كان سمك السلمون المدخن أيضا طبق شائع في الثقافة اليونانية والرومانية على مر التاريخ وعادة كان ما يُؤكل في الاحتفالات والتجمعات الكبيرة. وأصبح سمك السلمون المدخن في العصور الوسطى جزء مشترك من النظام الغذائي للناس وكان يُستهلك في الحساء والسلطة. وقد كان أول مصنع لتدخين السمك في بولندا في القرن السابع ميلادي. وفي القرن التاسع عشرجلب المهاجرون اليهود تدخين الأسماك من شرق أوروبا إلى بريطانيا وأمريكا. كما شهد هذا القرن أيضا زيادة في صناعة السلمون المدخن الأمريكي في الساحل الغربي واستخدم سلمون المحيط الهادي من ألاسكا وولاية أوريغون.

## التغذية
يعد سمك السلمون من الأسماك ذات المحتوى العالي من الدهون وهو مصدر جيد للأحماض الدهنية أوميغا 3 كما يحتوي على حمض الدوكوساهيكسانويك (إدارة الشؤون الإنسانية) وحمض الدهني (وكالة حماية البيئة). يحتوي سمك السلمون المدخن على نسبة صوديوم عالية بسبب الملح المضاف خلال عمليتي التمليح والمعالجة. تحتوي ثلاث أونصات من سمك السلمون المدخن حوالي 660 ملغ صوديوم، بينما جزء مكافئ من السلمون الطازج المطبوخ يحتوي على حوالي 50 ملغم. على الرغم من أن نسبة كبيرة من الملح تمنع نمو الكائنات الدقيقة في سمك السلمون المدخن حسب النشاط المياه المحدودة، كما أن جمعية القلب الأميركية توصي بالحد من استهلاك الصوديوم.
تحتوي الأطعمة المدخنة كسمك السلمون المدخن على النترات والنتريت وهما من منتجات عملية التدخين. النتريت والنترات يمكن تحويلهما إلى النتروزامين، وبعضه مسرطن.
كما أن سمك السلمون المدخن ليس المصدر الرئيسي لتعرض البشر للنيتروسامين.

### إحلال الملح
أجريت دراسات استبدال الملح في بعض من كلوريد الصوديوم المستخدم في تدخين السلمون وقد استعيض عنه بكلوريد البوتاسيوم. ووجدت الدراسة أن نحو ثلث من كلوريد الصوديوم يمكن الاستعاضة عنه بكلوريد البوتاسيوم دون تغيير الخصائص الحسية لسمك السلمون المدخن.
بالرغم من أن لكلوريد البوتاسيوم طعم مر ومعدني قد تُخفي ملوحة سمك السلمون المدخن النكهة الغير مرغوب فيها. بناء على نظام غذائي 2000 من السعرات الحرارية. حجم الحصة: حوالي 3 أوقية، (4 شرائح) مطبوخة، وحوالي 85 غرام.

## الإنتاج
تأتي كل أسماك السلمون المدخن في حوض الأطلسي من السلمون الأطلسي ويتم تربية الكثير منه في النرويج واسكتلندا وايرلندا والساحل الشرقي لكندا (ولا سيما في خليج فندى). ويمكن استخدام مجموعة متنوعة من أنواع سمك السلمون في منطقة المحيط الهادئ، كل أنواع سمك السلمون في ألاسكا هي أنواع المحيط الهادئ البرية بسبب حظر الدولة تربية الأسماك. تشمل أنواع سمك سلمون المحيط الهادئ من نوع شينوك («الملك»)، السلمون الاحمر («حمراء»)، كوهو («الفضة»)، المفروم (كيتا)، والوردي («الحدباء»).

### التدخين البارد
يُدخن أغلب السملون المدخن بالبرودة عادة عند درجة حراة 37 مئوية (99 درجة فهرنهايت).
التدخين البارد لا يطهو السمك بل يُكون طبقة رقيقة. على الرغم من أن بعض معامل الدخان تعتمد على نمط أوكاي بشكل متعمد وهو التعرض لفترات طويلة لدخان رقائق البلوط، ويحبذ الإنتاج الصناعي مصنع الدخان في بون قاعة المزارع حيث يكون التعرض للدخان أقل وبأسلوب أرقى، وذلك باستخدام الأخشاب. كانت الأسماك قد أعدت في الجانب العلوي معلقة على خطوط الرفوف داخل الفرن في الأصل. وأراد العمال الصعود والانتشار على الرفوف في حين كانت الخطوط الفردية مرتبة ترتيب تصاعدي. تُضاء رقائق الخشب الصغيرة الدائرية على مستوى الأرض ويسمح أن تدخن طوال الليل ببطء. ويُخمد الحطب مع نشارة الخشب لإشعال الدخان ويميل استمرار اللهب المكشوف طهي السمك بدلاً من تدخينه. يقيس خبير التدخين أو 'المدخن الرئيسي' المدة المطلوبة للتدخين والذي يتحقق يدويًا من الظروف المثلى للتدخين. كما وصل سمك السلمون المدخن إلى المملكة المتحدة من أوروبا الشرقية. جلب المهاجرون اليهود من روسيا وبولندا تقنية تدخين السلمون إلى شرق لندن، حيث استوطنوا هناك في أواخر القرن التاسع عشر. وقد دخنوا سمك السلمون كطريقة للحفاظ عليه كما كان التبريد للأطعمة مهمة أساسية جدًا. كما كانوا يجهلون في السنوات الأولى وجود سمك السلمون المحلي في المملكة المتحدة لذلك هم استوردوا سلمون البلطيق في برميل من الماء المملح. وبعد أن أُكتشف سمك السلمون الإسكتلندي البري نزل لسوق السمك في بلدة بيلينجسجاتي كل صيف، ثم بدؤوا تدخين هذه الأسماك. تغيرت عملية التدخين على مر السنين كما تركت العديد من معامل الدخان المعاصرة الطرق التقليدية باستخدام أفران الطوب لصالح الطرق التجارية. لايزال عدد قليل من معامل الدخان التقليدية مثل جون روس وأولاده من أبردين ومعمل التدخين ستورنووي في هبريدس الخارجي. كان لدى قبائل الهنود في الشمال الغربي وسكان ألاسكا الأصليين أسلوب التدخين البارد الفريد من نوعه مما نتج عنه تجفيف سمك السلمون المدخن. وقد استخدمت هذه الطريقة في شمال غرب المحيط الهادئ لقرون باعتبارها المصدر الرئيسي للغذاء للعديد من القبائل الهندية. وكان سمك السلمون المدخن عنصرًا تقليديًا أساسيًا للقبائل الأمريكية الشمالية الغربية وللشعب الكندي الأول. تُطبخ عادة الأسماك بالضغط في العصر الحديث للحفاظ على السمك لوقت طويل.

### التدخين الساخن
شاعت هذه الطريقة لكلا من سمك السلمون وسمك السلمون المرقط، والتدخين الساخن «يُطبخ» السلمون مما يجعله أقل رطوبة، وأكثر ثباتا بطعم أقل حساسية. قد يُؤكل كما يؤكل سمك السلمون المدخن البارد أو مختلط مع السلطات والمعكرونة. ومن الضروري تمليح السلمون بشكل كاف وتجفيف الجلد لتشكيل قشرة رقيقة قبل التدخين. سيتسرب زلال من الأسماك بغير قشرة رقيقة كافية مما يسفر عنه تقديم طعام غير محبب.

### جلب السلمون
هناك ثلاث طرق تجفيف رئيسية والتي تستخدم عادة لتجفيف سمك السلمون قبل التدخين.
1.التمليح الرطب: عن طريق محلول يحتوي على الماء والملح والسكر والبهارات، مع (أو بدون) نتريت الصوديوم لعدة ساعات أو أيام.
2.المعالجة الجافة: وهذه الطريقة هي الطريقة الأكثر استخدامًا في أوروبا، بحيث يتم تغطية شرائح سمك السلمون مع مزيج من الملح والسكر والتوابل وغيرها في بعض الأحيان (علاج لندن التقليدي لسمك السلمون المدخن بالملح فقط). تميل المعالجة الجافة إلى أن تكون أسرع من التمليح الرطب، ويميل الملح لاستخلاص الرطوبة من الأسماك أثناء عملية المعالجة بوقت تجفيف أقل في معمل التدخين.
3.الحقن: هذه الطريقة الأقل استخدامًا كما أنها تسبب للجسم حساسية. وهي أسرع طريقة للجميع لأنه يحقن علاج الحل وبالتالي يسمح لعلاج أسرع في جميع أنحاء الجسد. يتم تعديل البروتينات في الأسماك منزوعة الملح مما يتيح للحم السلمون تخفيف الرطوبة بشكل أفضل. كما تنظم إدارة الأغذية والعقاقير في الولايات المتحدة إضافة الملح كما في تجهز المساعدات الرئيسية لضمان سلامة المنتج. السكر هو عبارة عن سائل مائي هنا كما يضيف أيضا من ليونة سمك السلمون المدخن. يعتبر الملح والسكر مواد حافظة أيضًا، يُمددان من حياة التخزين ويزيدان من طراوة سمك السلمون. لم يتم استخدام ملح الطعام (الملح المعالج باليود) في أي من هذه الأساليب، باعتبار اليود يمكن أن يضفي اللون الداكن والطعم المر للأسماك.

### علاج المادة الرئيسية
يُعالج سمك السلمون الهندي بعناية بالملح والسكر والبهارات أولا ثم يُدخن. جرافلاكس صحن الإسكندنافي يُعالج ولا يُدخن.

## التعبئة والتغليف

### التعليب

#### التاريخ
يعود تعليب سمك السلمون في كولومبيا البريطانية إلى الكسندر لوجي الذي أنشأ أول صناعة تعليب تجارية المسجلة على نهر فريزر في عام 1870م. وسرعان ما أصبح التعليب الأسلوب المفضل للحفاظ على سمك السلمون في كولومبيا البريطانية كما زِيد من ثلاثة مصانع للتعليب في عام 1876 م إلى أكثر من تسعين مصنع قبل نهاية القرن. السلمون الأحمر وسمك السلمون الوردي يشكلون الغالبية العظمى من سمك السلمون المعلب، مع المنتجات التقليدية التي تحتوي على الجلد والعظام - مصادر الاستيراد من الكالسيوم والمواد المغذية.

#### العملية
تعمل انزيمات الأسماك في درجة الحرارة المثلى عند درجة 5 مئوية، وعند درجة حرارة الماء التي جاء السمك منها. لا يزال عدد كبير من البكتيريا على السطح الغروي وعلى الجهاز الهضمي لكل من الجرثومة العقيمة والأسماك . وتتكاثر هذه البكتيريا بسرعة واحدة تموت الأسماك وتبدأ في مهاجمة الأنسجة. يمكن أن يؤثر نمو الكائنات الحية الدقيقة بشكل كبير على نوعية سمك السلمون. يُغطى السلمون ويُغسل أولا ثم يُقطع إلى قطع ويُملأ في علب (تعقيم سابق) في المياه المالحة. ويجب أن تخضع العلب لعملية تبخير مزدوجة في بيئة فراغ مغلقة . ويكون ضغط البخار عند 121.1 درجة مئوية لمدة 90 دقيقة لقتل أي بكتيريا. ويتم تبريد العلب بعد التسخين تحت الماء الجاري وتُجفف وتُخزن في بيئة محكومة بين 10-15,5 درجة مئوية. كما تُفحص قبل مغادرة مصانع التعليب للتأكد من سلامة العلب وسلامة الأسماك.

#### التفتيش والرقابة
وكالة الغذاء والتفتيش الكندية (الوكالة الكندية) هي المسؤولة عن وضع السياسات، ومتطلبات وضع العلامات والمواد المضافة المسموح بها، وعمليات تفتيش كافة المنتجات السمكية. يجب أن تكون جميع المنشآت التي تُجهز الأسماك للتجارة والتصدير بين المقاطعات مسجلة اتحاديا، وأن تنفذ خطة برنامج إدارة الجودة د .

### الأكياس المغلفة
طبخ المواد الغذائية منخفضة الحمضية في كيس مغلف عملية جديدة نسبيا، مع الاستخدام التجاري الأول لهذه الأكياس المغلقة والتي وجدت في إيطاليا في عام 1960 م وفي الدنمارك في عام 1966م وفي اليابان في عام 1969م. وهو يتألف من إحاطة الأسماك في التعبئة والتغليف من طبقات متعددة ومرنة وتتألف هذه الطبقات من مادة البولي بروبيلين ورقائق الألومنيوم، والبوليستر بدلا من المعدن أو جرة الزجاج المستخدمة في التعليب. وقد استخدمت أربعة هياكل مختلفة مغلفة الأكياس؛ البولي بروبلين والبولي ايثلين تيريفثاليت والنايلون وأكسيد الألومنيوم .

#### المميزات
1. يمكن أن يُؤكل الغذاء المسلوق دون تدفئة أو يُسخن بسرعة عن طريق وضع الكيس على الماء المغلي لمدة بضع دقائق. تتطلب الأطعمة المجمدة تسخين لمدة نصف ساعة. وبالتالي لا بد من طاقة أقل لتسخين الكيس المغلف. يمكن تسخين الطعام مسلوق في المايكرويف بكل بساطة عن طريق إخراجه من الكيس قبل التسخين.
2. حفظ الطعام بالكيس المغلف أسهل بفتحه وأكثر سلامة مقارنة بحفظه بالعلب وبالزجاج.
3.سمك السلمون المعبأ بالكيس المغلف أكثر متانة وقوة بمقابل منتج معلب مساوي له بالحجم .
4.صممت الأكياس المغلفة البلاستكية بهذه الأشكال لتحفظ الأطعمة سريعة التحول والتغيير. وجد مصنع كولينز أن تجهيز سمك السلمون في أكياس مغلفة يسفر عن تخفيض نسبة 48٪ من وقت المعالجة لإماتة عدد معين من الكائنات الحية الدقيقة، وهذه ميزة واضحة تعدأفضل من تقنيات التعليب التقليدية.

#### العيوب
1. يتغير اللون وتُفقد الفيتامينات كما ينتج رائحة غير مرغوب فيها بالإضافة إلى تغيرات في نسيج سمك السلمون أثناء المعالجة التقليدية.
2.الطبقة التي بين رقائق الألومنيوم ليست مناسبة للتسخين بالميكروويف.
حديثًا أصبح هناك أكياس مغلفة قابلة للتسخين بجهاز المايكرويف .